# Christian de Brzeg
Christian de Brzeg  (en polonais Chrystian Brzeski ou Legnicki) est né à Oława le 19 avril 1618 et mort à Oława, le 28 février 1672, est un prince de la dynastie des Piast qui réunit une dernière fois les duchés silésiens de Legnica (en allemand Liegnitz), Brzeg (Brieg), Oława (Ohlau) et Wołów (Wohlau) de 1664 à sa mort.

## Biographie
Christian est le troisième fils de Jean-Christian de Brzeg (mort en 1639) et de sa première épouse Dorothée-Sibylle de Brandebourg (morte en 1625), fille de l'électeur de Brandebourg Jean II Georges.
À la mort de son père, en 1639, il obtient en partage le duché d'Oława. Il règne conjointement avec ses frères sur Legnica de 1653 à 1654 et 1663 à 1664, Brzeg de 1639 à 1654 Wołów avec ses frères de 1653 à 1654 puis seul et Oława de 1639 à 1654 avec ses frères puis seul.
Il hérite successivement du duché de Legnica à la mort de son second frère Louis IV de Legnica en 1663 et du duché de Brzeg l'année suivante en 1664 après la mort de leur ainé le prince Georges III de Brzeg. Il est ensuite le seul duc de Legnica, Brzeg, Wołów et Oława.
En 1668, après l'abdication de Jean II Casimir Vasa, le prince Christian présente sa candidature au trône électif du royaume de Pologne en tant que « descendant de la dynastie des Piast ». Malgré le soutien d'une partie de la noblesse, il n'est pas élu.

## Mariage et descendance
Christian de Brzeg épouse le 24 novembre 1648 la princesse Louise d'Anhalt-Dessau, fille du prince Jean-Casimir d'Anhalt-Dessau. Ils ont quatre enfants :
- Caroline (2 décembre 1652 – 14 juillet 1672), épouse le prince Frédéric de Schleswig-Holstein-Sonderbourg-Wiesenbourg (1652-1724) ;
- Louise (28 juillet 1657 – 6 février 1660) ;
- Georges-Guillaume (29 septembre 1660 – 21 novembre 1675), dernier prince Piast « Ultimus familiæ » de Silésie qui règne à Legnica, Brzeg et Wołów ;
- Christian-Louis (15 janvier – 27 février 1664).

## Sources
- (en) & (de) Peter Truhart, Regents of Nations, K. G Saur Münich, 1984-1988  (ISBN 359810491X), Art. « Brieg (Pol. Brzeg) », p.  2448-2449 & Art. « Liegnitz (Pol. Legnica) p.  2451-2452.
- (de) Europäische Stammtafeln Vittorio Klostermann, Gmbh, Francfort-sur-le-Main, 2004  (ISBN 3465032926),  Die Herzoge von Liegnitz, Brieg und Wohlau 1586-1675  Volume III Tafel 11.